# Sint-Lambertuskerk (Gussenhoven)

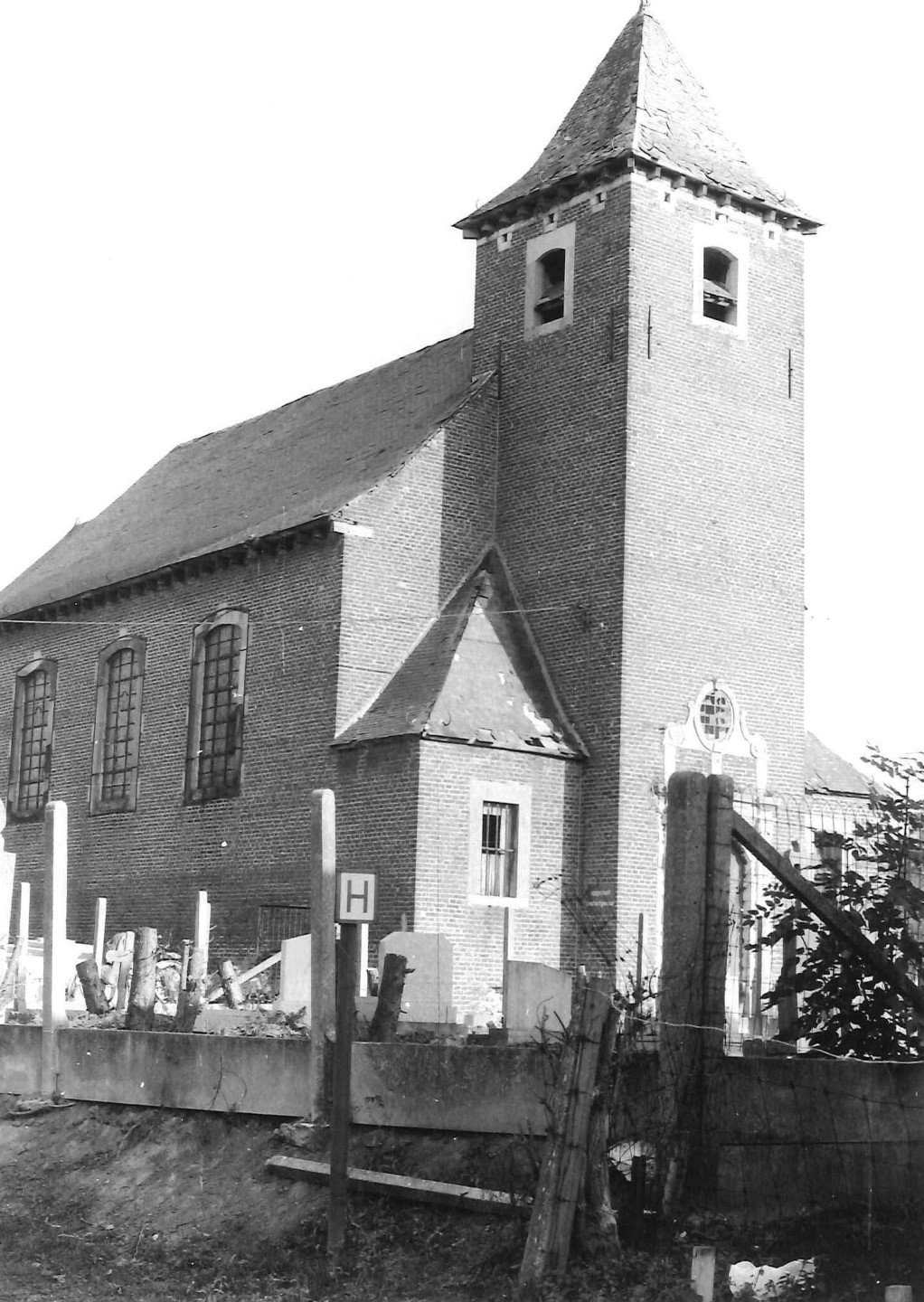
Voormalige Sint-Lambertuskerk

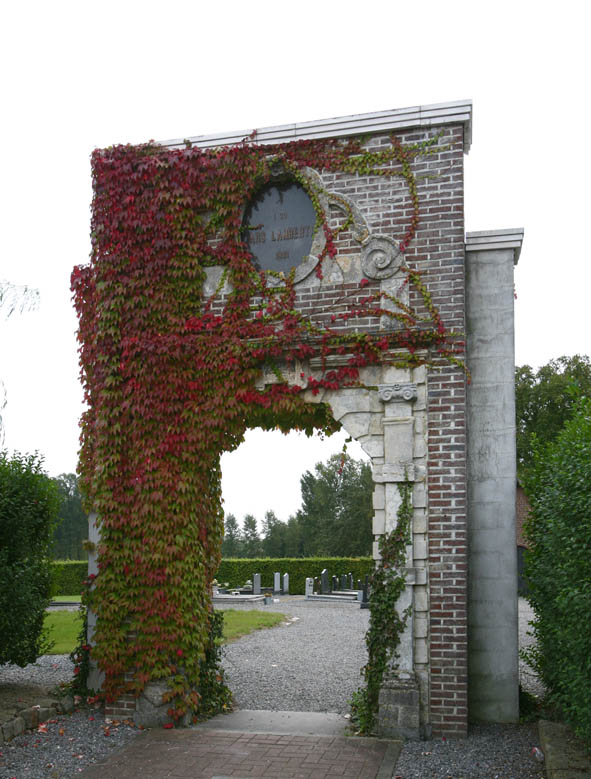
Hergebruikt portaal

De Sint-Lambertuskerk was de parochiekerk van de tot de Vlaams-Brabantse gemeente Linter behorende plaats Gussenhoven, gelegen aan de Oude Kerkstraat.
Het betrof een eenvoudig classicistisch kerkgebouw met een portaal van 1763. Deze kerk werd in 1992 afgebroken wegens bouwvalligheid. Het portaal werd hergebruikt als ingang tot het kerkhof.